# Xanthorhoe subductata
Xanthorhoe subductata là một loài bướm đêm trong họ Geometridae.